# Heerlijkheid Anholt
Anholt was een tot de Nederrijns-Westfaalse Kreits behorende rijksheerlijkheid binnen het Heilige Roomse Rijk.

## Geschiedenis
Hoewel het Kasteel Anholt pas in 1313 wordt vermeld, noemt een lid van de familie van Zuijlen zich al in 1234 'van Anholt'. De heren stichtten ook een stad, welke in 1349 het volledige stadsrecht kreeg, en ze wisten onafhankelijk te blijven van het hertogdom Gelre (later van de Republiek der Verenigde Nederlanden) met uitzondering van de jaren 1512-1537 toen Anholt tijdens de Gelderse Twisten onder Gelders gezag werd geplaatst. Dirk van Bronckhorst verzoende zich in 1537 met de hertog, waarmee een einde kwam aan het hertogelijk toezicht. Dirk was wel verplicht om de heerlijkheid te allen tijde open te stellen voor Gelderse troepen. maar wist uiteindelijk een rijksonmiddellijke status te verwerven.
In 1380 kwam de heerlijkheid door het huwelijk van een erfdochter aan Herman van Gemen en na zijn dood in 1402 aan Gijsbert van Bronckhorst-Batenburg. Zijn zoon Dirk werd in 1432 door keizer Sigismund met Anholt beleend.

### Gelderse Twisten
Tijdens de Gelderse twisten koos Jacob van Bronckhorst de zijde van keizer Maximiliaan I tegen hertog Karel van Gelre. Gelre veroverde daarop in 1512 de stad en het Kasteel Anholt en lijfde het gebied in, dat voortaan werd bestuurd door een aparte drost. In 1537 kwamen Dirk van Bronckhorst weer in het bezit van Anholt in ruil voor de eed van trouw als leenman van Gelre. Keizer Karel V ontsloeg hen van deze eed in 1540.

### Tachtigjarige Oorlog

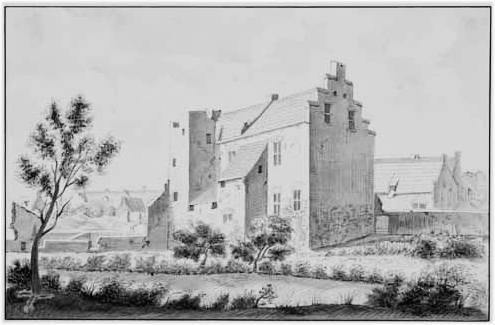
Het Hof van Anholt, de achterzijde

Van 1555 tot 1597 viel ook de heerlijkheid Bredevoort onder het bestuur van Anholt. Na de dood van Maarten van Rossum lost Filips II van Spanje het pandschap af en betaalt de erfgenamen van Van Rossum 18.000 ponden. Filips verpand de heerlijkheid vervolgens aan Diederik van Bronckhorst-Batenburg, bannerheer van Bahr en Lathum, heer van Anholt voor het bedrag van 50.000 Vlaamse Schilden onder goedkeuring van de Staten van Gelderland, de Prins van Oranje en de Graaf van Egmont. De uitbraak van de Tachtigjarige Oorlog in 1568 bracht nieuw onheil; Bredevoort werd ingenomen door de Geuzen. Dirk kwam hierna openlijk uit voor zijn Spaansgezindheid. Omdat Dirk IV weigerde de Unie van Utrecht te ondertekenen, bezetten Nederlandse troepen in 1580 (Wolter Hegeman), 1591 en 1594 Anholt. In de tussentijd was er een Spaanse bezetting. Na het beleg van Bredevoort nam Maurits van Oranje de stad in 1597 en verliest Anholt de heerlijkheid Bredevoort aan de Staatsen.
Johan Jacob van Bronckhorst (1582-1630) verwierf roem als keizerlijk veldmaarschalk onder de naam graaf van Anholt.

wapen van Jacob I met de velden Brockhorst, Batenburg, Anholt en Bahr

### Vorstendom Salm

Wapen volgens het wapenboek Hardenbroek voor 1785

In 1641 ging de heerlijkheid ten gevolge van het huwelijk van Maria Anna van Bronckhorst met vorst Leopold Philips Karel van Salm over aan de vorst van Salm. Na het uitsterven van deze tak in 1738 kwam het aan de tak Salm (tevens hertog van Hoogstraten). Hoewel Anholt een vrij onbelangrijke bezitting van de vorsten was, werd het wegens zijn veilige ligging toch een belangrijke residentie. De vorsten van Salm hadden geen belangstelling voor de activiteiten van de college van Westfaalse graven.
In 1793 verloren de vorsten hun stamland Salm in de Vogezen en in 1801 hun overige bezittingen op de linker Rijnoever aan Frankrijk.
In de Reichsdeputationshauptschluss van 25 februari 1803 werden in paragraaf 3 de ambten Bocholt en Ahaus, die tot dan deel uitmaakten van het prinsbisdom Münster aan de vorsten van Salm-Salm en Salm-Kyrburg toegekend. Omdat Anholt aan deze gebieden grenst, kon het eenvoudig geïntegreerd worden in het nieuwe vorstendom Salm. Aanvankelijk fungeerde Anholt als nieuw bestuurscentrum, maar al spoedig werd de regeringszetel in Borken gevestigd.
In 1810 werd het vorstendom Salm met Anholt ingelijfd bij het keizerrijk Frankrijk, en kwam te liggen in het Lippedepartement. Na de val van Napoleon kende het Congres van Wenen het gebied in 1815 toe aan het koninkrijk Pruisen.
Ten noorden van Anholt bevindt zich de Gruftkapelle Anholt waar de stoffelijke resten van het vorstendom Salm zijn bijgezet.

## Regenten

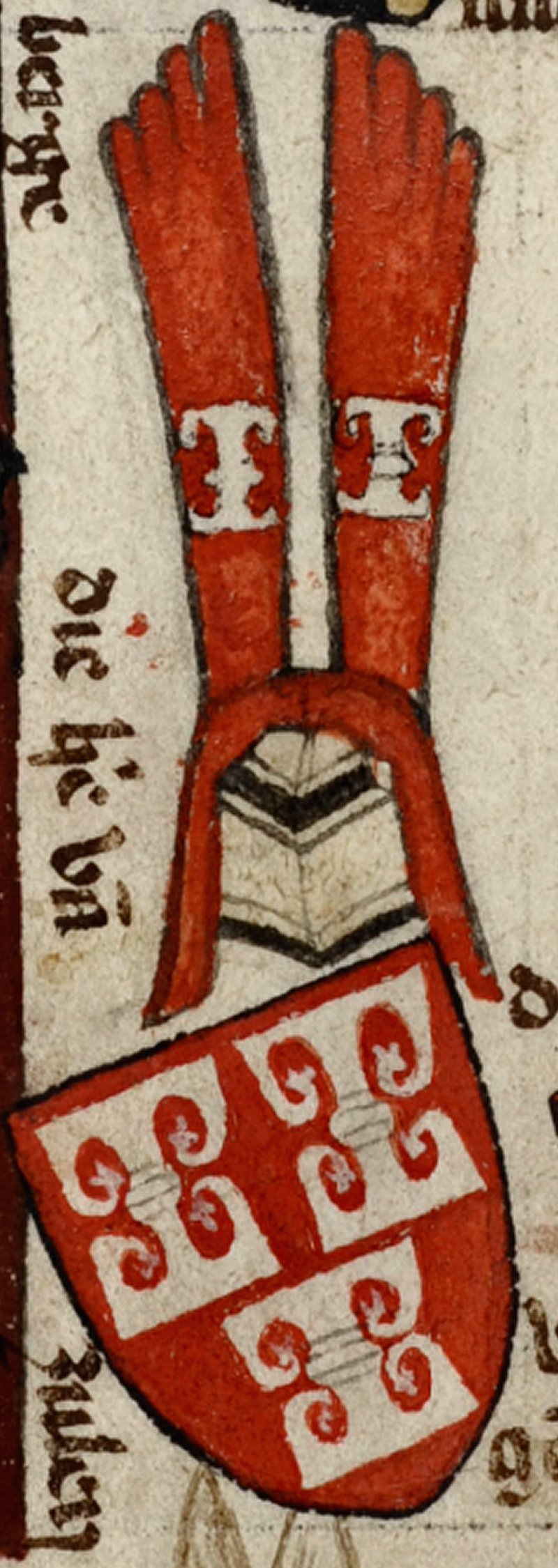
Wapen Van Zuylen in het wapenboek Gelre

| regering    | naam                       | geboren    | overleden  | familie                                             | opmerkingen |
| ----------- | -------------------------- | ---------- | ---------- | --------------------------------------------------- | --- |
| 1234–1249   | Steven                     |            | 1249       |                                                     | Van Zuylen van Anholt, heer van Zuylen en Anholt                                                                |
| 1260–1299   | Steven                     |            | 1299       | zoon                                                | Van Zuylen van Anholt, heer van Zuylen en Anholt                                                                |
| 1281–1303   | Johan                      |            | 1303       | zoon                                                | Van Zuylen van Anholt, heer van Zuylen, Hardenberg en Anholt                                                    |
| 1313–1347   | Steven                     |            | 1347       | zoon                                                | Van Zuylen van Anholt, heer van Zuylen-en-Zwesereng, Westbroek en Anholt                                        |
| 1335–1364   | Diederik                   |            | 1364       | zoon                                                | Van Zuylen van Anholt, heer van Zuylen-en-Zwesereng, Westbroek, Hardenberg, Anholt, en kastelein van huis Aspel |
| 1364–1373   | Steven                     |            | 1373       | zoon                                                | Van Zuylen van Anholt, heer van Zuylen-en-Zwesereng, Westbroek en Anholt                                        |
| 1371–1380   | Frederik                   |            | 1380       | zoon                                                | Van Zuylen van Anholt, heer van Zuylen-en-Zwesereng, Westbroek en Anholt.                                       |
| 1372–1402   | Herberga                   |            | 1402       | zus                                                 | Van Zuylen van Anholt, vrouwe van Anholt                                                                        |
| 1370–1399   | Hermann III                |            | 1399       | echtgenoot van Herberga en schoonbroer van Frederik | Van Gemen |
| 1388–1405   | Margaretha                 |            | 1405       | dochter                                             | Van Gemen |
| 1402-1429   | Gijsbert                   |            | 1429       | echtgenoot en schoonzoon van Herman III van Gemen   | heer van Batenburg                                                                                              |
| 1429-1451   | Dirk                       | circa 1400 | 27-11-1451 | zoon                                                | heer van Batenburg, Gronsveld, Rimburg                                                                          |
| 1451-1473   | Gijsbert                   |            | 1473       | zoon                                                | |
| 1473-1516   | Jakob                      | 1460       | 25-4-1516  | zoon                                                | 1503-1513 Gelderland                                                                                            |
| 1516-1525   | Gijsbert                   | 1490       | 31-3-1525  | zoon                                                | |
| 1525-1549   | Gijsbert                   | 20-1-1478  | 22-7-1549  | achterkleinzoon van Dirk                            | tak Bronckhorst-Rhenen                                                                                          |
| 1549-1586   | Dirk                       | 22-5-1504  | 9-1-1586   | zoon                                                | heer van Batenburg                                                                                              |
| 1586-1649   | Dirk                       | 24-3-1578  | 16-6-1649  | kleinzoon                                           | heer van Batenburg                                                                                              |
| 1649-1663   | Leopold Philips Karel      | circa 1620 | 15-12-1663 | schoonzoon                                          | vorst van Salm-Salm                                                                                             |
| 1663-1710   | Carel Theodoor Otto        | 27-7-1645  | 10-11-1710 | zoon                                                | vorst van Salm-Salm                                                                                             |
| 1710-1738   | Lodewijk Otto              | 24-10-1674 | 23-11-1738 | zoon                                                | vorst van Salm-Salm                                                                                             |
| 1738-1770   | Nicolaas Leopold           | 25-1-1701  | 4-2-1770   | schoonzoon                                          | vorst van Salm-Salm, hertog van Hoogstraten                                                                     |
| 1770-1771   | Lodewijk Karel Otto        | 22-8-1721  | 29-7-1778  | zoon                                                | vorst van Salm-Salm                                                                                             |
| 1771-1773   | Frederik Ernst Maximiliaan | 28-11-1732 | 14-9-1773  | broer                                               | hertog van Hoogstraten                                                                                          |
| 1773-1778   | Lodewijk Karel Otto        | 22-8-1721  | 29-7-1778  | broer                                               | tweede maal |
| 1773/8-1810 | Constantijn Alexander      | 22-11-1762 | 25-2-1828  | zoon van Frederik Ernst Maximiliaan                 | vorst van Salm-Salm, hertog van Hoogstraten                                                                     |